# Uuno Turhapuro muuttaa maalle
Uuno Turhapuro muuttaa maalle is een videospel dat werd ontwikkeld door de Finse programmeur Pasi Hytönen en uitgegeven door Purebyte. Het spel was in 1986 een van de eerste spellen die uitkwam in Finland. Het spel was geschikt voor de Commodore 64. Het spel is gebaseerd op de gelijknamige film. In het spel moet de speler verschillende plattelandsklusjes uitvoeren, zoals een veld ploegen waarbij obstakels ontweken moeten worden, waterskiën waarbij dieren ontweken moeten worden en wegrennen van een boze buurman. De speler kan geld verdienen door het uitvoeren van deze opdrachten. Tijdens het spel scrolt het scherm van links naar rechts. De speler kan de hoofdpersoon met het toetsenbord of de joystick besturen. 

## Ontvangst
1600 exemplaren van het spel werden verkocht voor kerst 1986.